# Quaristice.Quadrange.ep.ae
Albums de Autechre
Quaristice
(2008) Oversteps
(2010)
Quaristice.Quadrange.ep.ae est un EP du groupe anglais de musique électronique Autechre, sorti sur le label Warp Records en 2008.
Quaristice.Quadrange.ep.ae est constitué de versions alternatives de l'album Quaristice et est classé comme EP par le groupe bien que d'une longueur supérieure à deux heures.

## Éditions
Quaristice.Quadrange.ep.ae n'est disponible qu'en téléchargement. à l'origine, les fichiers furent progressivement proposés à la vente sur bleep.com entre le 19 et le 30 mai 2008. Ils sont désormais disponibles sur d'autres plates-formes de téléchargement sous la forme de quatre paquets individuels disposant de leur propre index, intitulés Quaristice.PPP9.ep.ae (4 titres), Quaristice.9T9P.ep.ae (4 titres), Quaristice.c9Pn.ep.ae (4 titres), et Quaristice.Subrange.ep.ae (1 titre).
Chacune des pistes est accompagnée d'une œuvre du groupe de design The Designers Republic.

## Liste des titres
1. The Plc ccc (10:04)
2. Perlence range 7 (10:13)
3. Perlence Suns (4:06)
4. 90101-51-6 (8:45)
5. 9013-2 (2:01)
6. Tkakanren (10:23)
7. 90101-51-19 (12:47)
8. Perlence subrange 3 (7:06)
9. chenc9-1dub (3:48)
10. 9010171-121 (4:32)
11. Perlence losid 2 (7:27)
12. notwotwo (9:36)
13. Perlence subrange 6-36 (58:35)